# 대한가수협회
사단법인 대한가수협회(社團法人大韓歌手協會)는 가수들의 친목 도모 및 권익을 보호하기 위해 창립한 단체이다. 1959년 사단법인으로 인가를 받아, 1961년 한국연예협회의 분과로 배치되었다. 2006년 5월 1일에 다시 창립총회를 열고, 같은 해 9월 29일에 문화체육관광부로부터 독립된 사단법인으로 인가를 받았다. 사무실은 서울시 영등포구에 위치하고 있다.
초대 남진 회장, 명예회장 패티김, 많은 선후배, 비.이효리까지, 2대 송대관 회장, 3.4대 태진아 회장, 5대 김흥국 회장, 현 6.7대 이자연 회장까지 대중가수의 공익활동 및 권리보호 등을 위해 많은 고민과 노력을 하고 있으며, 현재 장르와 세대를 아우르며 최고의 가수들로 구성된 우리나라 대표 가수단체로 자리매김하고 있다.
또한 권익 향상과 위상 정립을 위하여 ‘가수 권리 찾기 운동’을 꾸준히 전개한 결과 우리나라에서 법으로 보장된 가수의 권리인 ‘저작인접권’을 주도적으로 행사할 수 있는 토대를 마련할 수 있었다.
앞으로는 가수단체 대통합으로 단합된 힘과 대외적인 정체성을 확보하고 우리나라 대중음악 활성화에  주도적으로 기여할 수 있는 모범단체로 발전할 것이다.
특히 6.7대 이자연 회장은 2020년 6월 1957년 창립된 이후 63년 만에 ‘지정기부금 단체’로 승인을 받았다.
‘지정기부금 단체’는 공익적인 활동과 모금액 및 활용실적 공개 등 일정한 요건을 갖춘 단체가 주무관청의 추천을 받아 기획재정부로부터 승인받는 것으로, 이 단체에 기부금을 낸 개인이나 법인이 해당 기부금을 손비(필요경비) 처리하거나 세액공제를 통해 소득세 및 법인세 감면을 받을 수 있다.
이번 지정기부금 단체 승인은 그동안 공익활동에 앞장서온 협회가 명실상부한 대한민국 최고 가수단체로서의 위상과 지위를 인정받게 된 것으로 평가된다

## 사업
- 문화 소외계층 및 지역을 위한 공연사업( * 찾아가는 전 국민희망콘서트 * 낭만콘서트  * 2022년 소규모 대중음악공연사업<110회 공연, 출연 가수 550여명>
- 국내 대중가수의 친목 및 취업 등의 정보를 공유하기 위한 제반 업무
- 국내 음악 산업계 발전적 성장을 위한 유관 단체 간 조정 및 협의 기구 운영사업
- 국가와 지방정부 및 대중가수와 대중음악 관련 단체의 위탁사업
- 대중가수의 지위와 복지향상을 도모하는 사업
- 대중가수의 저작권 보호를 위한 권익증대 및 홍보 기여
- 공익법인을 통한 대중가수 일자리 창출 사업

## 전현직 회장
- 1대 회장: 남진
- 2대 회장: 송대관
- 3,4대 회장: 태진아[1]
- 5대 회장: 김흥국
- 6,7대 현직 회장 : 이자연[2]

## 참조
1. ↑  임기 중 걸 그룹 카라의 해체를 막아냈다.
2. ↑  이재훈 (2018년 8월 29일). “'찰랑찰랑' 이자연, 대한가수협회 새 회장···여성 최초”. 뉴시스.